# 김서하 (1980년)
김서하(1980년 9월 12일 ~ )는 대한민국의 배우이다.

## 출연작

### 영화
- 《젊은이의 양지》 (2020년) - 대화그룹 면접관 2 역
- 《국도극장》 (2020년) - 한희태 (기태 형) 역
- 《니나 내나》 (2019년) - 카센터사장 역
- 《박화영》 (2018년) - 모텔 남자 역
- 《수성못》 (2018년) - 뉴스앵커 (목소리) 역
- 《리얼》 (2017년) - 개인병실 검사 역
- 《야동보기 좋은 날》 (2016년) - 미애아빠 역
- 《여기가 끝이다》 (2003년)

### 드라마
- 《조선 변호사》 (2023년, MBC) - 충원군 역
- 《날아라 개천용》 (2020년, SBS)
- 《본 대로 말하라》 (2020년, OCN) - 정찬구 역
- 《보좌관 - 세상을 움직이는 사람들》 (2019년, JTBC) - 이인수 역
- 《흉부외과 - 심장을 훔친 의사들》 (2018년, SBS)
- 《미스 함무라비》 (2018년, JTBC) - 김명국 의원 역
- 《같이 살래요》 (2018년, KBS2)
- 《나의 아저씨》 (2018년, tvN)
- 《그 여자의 바다》 (2017년, KBS2)
- 《우리 갑순이》 (2016년, KBS2)

### 연극
- 《헤르메스》
- 《철수와 만수》
- 《죽도록죽도록》
- 《애기똥풀》
- 《중량천 월아 이야기》
- 《소년이 그랬다》
- 《더 다크 메모리즈》

### 뮤지컬
- 《사랑에 관한 다섯개의 소묘》
- 《헬로 파인데이》
- 《당신만이》
- 《스켈리두》
- 《사이드미러》
- 《형제는 용감했다》
- 《사랑에 관한 다섯개의 소묘》
- 《슈샤인 보이》
- 《오! 당신이 잠든 사이》

### 광고
- 롯데마트 진심한우